# Världsmästerskapen i beachvolleyboll 2023
Världsmästerskapen i beachvolleyboll 2023 arrangerades mellan den 6 och 15 oktober 2023 i Tlaxcala i Mexiko. Det var den 14:e upplagan av världsmästerskapen i beachvolleyboll.

## Medaljörer
| Gren                                | Guld                                    | Silver                                             | Brons                            |
| Damernas turnering mer information  | USA Sara Hughes Kelly Cheng             | Brasilien Ana Patrícia Ramos Eduarda Santos Lisboa | USA Kristen Nuss Taryn Kloth     |
| Herrarnas turnering mer information | Tjeckien Ondřej Perušič David Schweiner | Sverige David Åhman Jonatan Hellvig                | Polen Bartosz Łosiak Michał Bryl |